# Короју (Васлуј)
Короју (рум. Coroiu) насеље је у Румунији у округу Васлуј у општини Тутова. Oпштина се налази на надморској висини од 56 m.

## Становништво
Према подацима из 2002. године у насељу је живело 195 становника, од којих су сви румунске националности.